# Hallands golfdistriktsförbund
Hallands golfdistriktsförbund omfattar golfklubbarna i Hallands län utom Kungsbacka kommun.

## Golfklubbar i Hallands golfdistriktsförbund

### Björnhults golfklubb
Björnhults golfklubb i Falkenberg bildades 1999.
| Björnhults golfbana | 18 hål | Par 70 | 5920 5433 5125 4413 | Seasidebana | Spelklar 9 hål 1992, 18 hål 2002 | Arkitekt: Ove Olsson |

### Bäckavattnets golfklubb
Bäckavattnets golfklubb bildades 1977.
| Bäckavattnets golfbana | 18 hål | Par 71 |  | Skogsbana | Spelklar 9 hål 1980, 18 hål 1984 | Arkitekt: Persson/Axius/Gustafsson |

### Falkenbergs golfklubb
Falkenbergs golfklubb bildades 1949. Klubben ligger omkring 5 kilometer söder om Falkenberg.
| 18-hålsbanan | 18 hål | Par 72 | 6103 5712 5336 4825 | parkbana | Spelklar 1962 | Arkitekt: Nils Sköld |

| 9-hålsbanan | 9 hål | Par 36 | 2939 2825 2506 2437 | parkbana | Spelklar 1985 | Arkitekt: Jan Sederholm |

### Flygstadens golfklubb
Flygstadens golfklubb ligger i Halmstad.
| Flygstadens golfbana | 9 hål | Par 30 |  | Hedbana | Spelklar 2004 | Arkitekt: |

### Flädje golfklubb
Flädje golfklubb i Vessigebro bildades 1990. 1998 utsågs klubben till Årets golfklubb.
| Vessigebro golfbana | 18 hål | Par 72 |  | Skogs- och hedbana | Spelklar 1993 | Arkitekt: O Olsson, K Sintorn |

### Garnisonens golfklubb
Garnisonens golfklubb i Halmstad upphörde 2009.
| Garnisonens golfbana | 9 hål | Par 70 | 5026 4396 | Parkbana | Spelklar 1991 | Arkitekt: Bo Reinholdsson |

### Halmstad Golfarena
Halmstad Golfarena är en multiarena som drivs i form av aktiebolag och är ansluten till Svenska Golfförbundet genom så kallad "Associering A1".
| Arenabanan | 9 hål | Par 58 |  |  | Spelklar | Arkitekt: |

### Halmstad golfklubb
Huvudartikel: Halmstad golfklubb

### Harabäckens golfklubb
Harabäckens golfklubb i Varberg bildades 2000.
| Harabäckens golfbana | 18 hål | Par 72 |  | hed- och parkbana | Spelklar 9 hål 2002, 18 hål 2003 | Arkitekt: Ove Olsson |

### Haverdals golfklubb
Haverdals golfklubb bildades 1988. 2000-2001 utsågs klubben till Årets golfklubb.
| Haverdals golfbana | 18 hål | Par 72 | 6143 5840 5320 5080 | Park- och skogsbana | Spelklar 1990 | Arkitekt: Anders Amilon, Björn Magnusson |

### Hofgårds golfklubb
Hofgårds golfklubb i Rolfstorp bildades 1994.
| Hofgårds golfbana | 18 hål | Par 70 | 5350 4500 | Park- och skogsbana | Spelklar 9 hål 1992, 18 hål 1997 | Arkitekt: Björn Magnusson |

### Holms golfklubb
Holms golfklubb i Halmstad bildades 1990.
| Holms golfbana | 18 hål | Par 72 | 6241 5782 5370 4980 | Ängsbana | Spelklar 1992 | Arkitekt: Peter Nordwall |

### Klosterfjordens golfklubb
Klosterfjordens golfklubb ligger i Åskloster
| Åsklosters golfbana | 9 hål som spelas två varv med olika tees hål | Par 72 |  | Seasidebana | Spelklar 2001 | Arkitekt: Rune Synnelius |

### Laholms golfklubb
Laholms golfklubb bildades 1977.
| 18-hålsbanan | 18 hål | Par 70 | 5778 5493 4750 | Parkbana | Spelklar 1978 | Arkitekt: Jan Sederholm |

| 9-hålsbanan | 9 hål | Par 36 | 2660 2225 | Parkbana | Spelklar 2003 | Arkitekt: Jan Sederholm |

### Ringenäs golfklubb
Huvudartikel: Ringenäs golfklubb

### Rydö golfklubb
Rydö golfklubb i Rydöbruk bildades 1983.
| Rydö golfbana | 18 hål | Par 71 | 5611 4785 | Landskapsbana | Spelklar 1986 | Arkitekt: Jan Sederholm |

### Skogaby golfklubb
Skogaby golfklubb i Laholm bildades 1988.
| Skogaby golfbana | 18 hål | Par 71 | 5808 5545 5172 4770 | Parkbana | Spelklar 1990 | Arkitekt: Jonny Rosengren |

### Strandtorps golfklubb
Strandtorps golfklubb i Halmstad bildades 2002.
| Strandtorps golfbana | 9 hål | Par 32 | 1940 | Parkbana | Spelklar 2003 | Arkitekt: Per Jacobsson |

### Tönnersjö golfklubb
Tönnersjö golfklubb i Eldsberga bildades 2002.
| Tönnersjö golfbana | 18 hål | Par 72 |  | Parkbana | Spelklar 9 hål 2002, 18 hål 2004 | Arkitekt: |

### Varbergs golfklubb
Varbergs golfklubb bildades 1950.
| Västra banan | 18 hål | Par 72 | 6510 6070 5735 5195 4625 | Park- och seasidebana | Spelklar 1992 | Arkitekt: Tommy Nordström |

| Östra banan | 18 hål | Par 71 | 5500 4905 4400 | Park- och skogsbana | Spelklar 1976 | Arkitekt: Nils Sköld |

### Vinbergs golfklubb
Vinbergs golfklubb i Falkenberg bildades 1992. Banorna ligger vid länsväg 154 strax norr om Vinbergs samhälle.
| Töllstorpsbanan | 18 hål | Par 72 |  | Parkbana | Spelklar 1992 | Arkitekt: Björn Eriksson |

| Sannagårdsbanan | 9 hål | Par 31 |  | Parkbana | Spelklar 2002 | Arkitekt: |